# Тайские имена
Современная антропометрическая система тайских имен появилась в начале XX века. До этого в Таиланде не было фамилий. Тайцы идентифицировали себя по имени родителей или месту, где они проживали. В 1913 году король Вачиравуд издал указ «О фамилии», предписывающий всем семьям взять фамилию.
Современные тайские имена следуют западной традиции, где фамилия идёт за именем (имя—фамилия). Это отличает тайскую систему имен от систем Камбоджи, Вьетнама, и большинства других стран Юго-Восточной Азии, где имя идёт за фамилией (фамилия—имя). Разнообразие фамилий связано с тем, что тайские фамилии являются недавним введением и должны быть уникальными для семьи. Вместе с именем и фамилией в Таиланде распространены прозвища, которые используются в кругу семьи или близких друзей.

## История
В традиционном Сиаме, как и в остальной части Южной и Юго-Восточной Азии, фамилии были неизвестны. Тайское общество было деревенским, с малой внутренней миграцией. Кроме того, в Сиаме отсутствовала клановая структура. Преобладание индийского культурного влияния, где не использовались фамилии, в отличие от китайского, где фамилии передавались из поколения в поколение, укрепило привычку полагаться на личные имена. Большинство тайцев использовали личные имена, которые были основаны на тайских словах описывающих характеристики, или названия фруктов и цветов. Реже использовались палийские или санскритские слова. Многие из последних имели возвеличивающие или религиозное значение, например: «несравненный», «достойный» или «превосходный».
В 1912 году король Вачиравуд объявил о создании системы записей актов гражданского состояния. В процессе переписи населения администрация столкнулась с проблемой идентификации подданных, так как на то время у большинства тайцев использовались только личные имена. Фамилии стали обязательными для граждан Таиланда после принятия указа «О фамилии» 22 марта 1913 года. Этот закон был одной из реформ, отражающих стремление Рамы VI приблизить общественные нормы тайской жизни к западным.
Согласно этому закону, все фамилии должны иметь тайское звучание и быть благозвучными на слух, что следовало политике ассимиляции не-тайских народов в тайское общество. Каждая фамилия должна была быть уникальной. Например, если в реестре была запись «Джатурапаттара», то семья могла выбрать созвучную фамилию «Джатурапаттарапонг».
Наличие тайской фамилии потребовалось большой китайской диаспоре, которая проживала в Таиланде в начале XX века. Сначала большинство китайцев дополняли свою фамилию префиксом แซ่ в переводе с тайск. — «китайский клан» или «фамилия». Однако требование иметь уникальные фамилии семьям, приводило к добавлению дополнительных префиксов и суффиксов. Многие из самых длинных современных тайских фамилий имеют китайское происхождение. Закон 1962 года ограничил длину тайской фамилии 10 буквами тайского алфавита, исключая гласные и диакритические символы. Тем не менее, любые королевские титулы и фамилии могут превышать ограничение в десять символов.

## Личное имя
В Тайской культуре, имя обязательно несет в себе какое либо обозначение и смысловую нагрузку. Данное имя является основной формой обращения у вьетнамцев. Имена выбираются родителями и, как правило, имеют буквальный смысл на вьетнамском языке. Для женщин имена нередко олицетворяют красоту, например, названия птиц или цветов. Имена мужчин часто отражают желаемые атрибуты и характеристики, которые родители хотят видеть в своих детях — такие как, например, нравственность.
Существуют «наборы» имён, отражающих, например, четыре женские добродетели: Конг (вьетн. Công, умелая, хорошо работающая), Зунг (вьетн. Dung, красивая), Хань (вьетн. Hạnh, хорошо себя ведущая), Нгон (вьетн. Ngôn, вежливая); четыре мифических существа: Ли (вьетн. Ly, цилинь), Куй (вьетн. Qui, черепаха), Фыонг (вьетн. Phượng, феникс), Лонг (вьетн. Long, дракон). Так же существуют «наборы» имён, отражающих, например, четыре мужские добродетели: Манх (вьетн. Mạnh,сильный); Кхео (вьетн.Khéo, ловкий); Кидс (вьетн.Kíds бегущий); Тамтри (вьетн. tâm trí, умный); Кхое (вьетн. Khỏe, выносливый).

## Полное имя из четырёх частей
Полное имя состоит из четырёх частей и характеризует положение и статус человека. Фамилией выступает имя отца или матери. А само личное имя может быть двойным. Имена и фамилии в азиатской культуре формировались с древних времён и в переводе на русский язык являются существительными или прилагательными, которые означают какие-либо конкретные предметы, группы предметов или черты, характерные для чего-либо. Общее стремление к красоте сформировало ряд имён, однако не стоит забывать о великом разнообразии комбинаций имён, фамилий и имён из трёх или четырёх частей.

## Фамилия
Формируется посредством родовой передачи имени отца или матери. Ввиду чего некоторые слова могут применяться в обозначении как имен, так и фамилий. В равной степени с именами, фамилия может обозначать какой либо добродеятель, мужской или женский. 